# Jagdstaffel 8
A Jagdstaffel 8, conhecida também por Jasta 8, foi um esquadra de aeronaves da Luftstreitkräfte, o braço aéreo das forças armadas alemãs durante a Primeira Guerra Mundial. Formada por militares da FA 6, FA 33, FA 40 e FA(A) 213, a esquadra alcançou a sua primeira vitória a 1 de Outubro de 1916, tendo abatido 95 aeronaves inimigas ao longo da sua existência.

## Aeronaves
- Albatros D.V